# Fernando Guillén
Fernando Guillén Gallego (* 29. November 1931 in Barcelona; † 17. Januar 2013 in Madrid) war ein spanischer Schauspieler.
Auch viele nähere Verwandte Guilléns sind Schauspieler. Größere Bekanntheit erlangte dabei sein Sohn Fernando Guillén Cuervo, der unter anderem eine Nebenrolle im James-Bond-Film Ein Quantum Trost erhielt.
Teilweise wird Guillén in den Filmen, in denen er mitspielte, auch Fernando Guillen genannt.

## Filmografie (Auswahl)
- 1954: Un día perdido
- 1958: La frontera del miedo
- 1959: Las de Caín
- 1964: La boda
- 1965: Der Zug zur Hölle
- 1967: Tiempo con Elena
- 1969: Pepa Doncel
- 1969: Matrimonios separados
- 1971: Eine anständige Frau
- 1974: Die Sekretärin
- 1974: Una mujer prohibida
- 1975: El adúltero
- 1977: Chelly
- 1981: Un millón por tu historia
- 1987: Das Gesetz der Begierde
- 1987: Die Hinrichtung
- 1987: Adela
- 1988: Frauen am Rande des Nervenzusammenbruchs
- 1989: Shangay Lily
- 1990: Continental
- 1993: El aliento del diablo
- 1993: Aktion Mutante
- 1994: La leyenda de la doncella
- 1996: Más allá del jardín
- 1998: El abuelo
- 1999: Operación Fangio
- 2000: You’re the one
- 2002: Venganza
- 2005: Otros días vendrán
- 2008: Sangre de mayo
- 2009: Fahrschein ins Grauen
- 2009: Killer
- 2009: A la deriva
- 2011: El gènere feminí